# Факультет технічних наук Белградського університету
Факультет технічних наук Белградського університету в Борі (серб. Технички факултет у Бору Универзитета у Београду) — один із 31 факультетів Белградського університету, що займається підготовкою фахівців в галузі гірничо-добувної та металургійної промисловості. Єдиний факультет, розташований не в Белграді. Існує з 1961 року, заснований як Гірничо-металургійний факультет (серб. Рударско-металуршки факултет).

## Структура
У складі факультету є чотири відділення з відповідними кафедрами:
- Відділення гірничої справи
  - Кафедра підземної експлуатації покладів корисних копалин
  - Кафедра надземної експлуатації покладів корисних копалин
  - Кафедра мінеральних і переробних технологій
- Кафедра металургії та опору матеріалів
  - Кафедра металургійної інженерії
  - Кафедра переробної металургії
- Відділення технічної інженерії
  - Кафедра хімії та хімічних технологій
  - Кафедра інженерного захисту довкілля
- Відділення менеджменту
  - Кафедра менеджменту

Освіта ведеться за програмами бакалаврату та магістратури, працює аспірантура.

## Науково-дослідницька діяльність
Факультет акредитований як науково-дослідна організація в області металургії, гірничої справи, промислових технологій і менеджменту, що дозволяє йому брати участь у ряді національних та міжнародних проектів. Наукові статті, написані випускниками та аспірантами факультету, публікуються у великих міжнародних журналах. Факультет є членом двох міжнародних академічних мереж (Resita Network і MetNet), а також видає чотири журналу: «Journal of Mining and Metallurgy, Section B: Metallurgy», «Serbian Journal of Management», «Journal of Mining and Metallurgy, Section A: Mining» і «Reciklaža i održivi razvoj». Також він є організатором наукових конференцій:
- Міжнародна жовтнева конференція гірничої справи й металургії (англ. International October Conference on Mining and Metallurgy). Проводиться з 2002 року в співдружності з Інститутом гірничої справи та металургії р. Бор[2].

- Міжнародна конференція «Екологічна істина» (англ. International Conference „Ecological Truth“). Проводиться з 1992 року в співдружності з заводом по охороні здоров'я «Тімок» (р. Заечар), Центром сільськогосподарських і технологічних досліджень (р. Заечар) та Товариством юних дослідників (р. Бору)[3].
- Міжнародна травнева конференція стратегічного управління (англ. International May Conference on Strategic Management). Проводиться з 2005 року, зустріч національного масштабу з присутністю запрошених зарубіжних гостей[4].

- Симпозіум «Технології переробки та сталий розвиток». Проводиться з 2006 року, зустріч національного масштабу з присутністю запрошених зарубіжних гостей.
- Симпозіум про термодинаміки фазових діаграмах.
- Міжнародний симпозіум із управління довкіллям і матеріальними потоками (англ. International Symposium on Environmental and Material Flow Management).

## Студентське життя
Факультет співпрацює з рядом всесвітньо відомих університетів не тільки в плані розвитку спільних проектів, але й для забезпечення студентам і викладачам можливості брати участь у розвитку Європи і світу. Студенти факультету беруть участь у міжнародних змаганнях «Технологіада», «Рударіада» і «Менеджеріада», показуючи не тільки результати своїх наукових досліджень, але й виявляючи свої спортивні якості.
Факультет включає в себе власну бібліотеку, добре оснащені комп'ютерні класи і мінералогічну колекцію. Загальна якість умов навчання підтверджується наявністю гуртожитки Студентського центру, в якому розташовуються відмінні житлові приміщення.
4 квітня 2015 року в день студента Белградського університету студенти технічного факультету в Борі вперше за 20 років провели маніфестацію «Стрибок через козла», ідея якої зародилася ще в 1965 році і стала «візитною карткою» майбутніх шахтарів і металургів.